# Городецький Марко Михайлович
Городецький Марко Михайлович (20 травня 1923, Київ — 29 грудня 2009, там же) — лікар-інфекціоніст, полковник медичної служби, Головний інфекціоніст Київського військового округу (1971—1991), Головний інфекціоніст Міністерства оборони України (1991—2003), заслужений лікар УРСР (1978), кандидат медичних наук (1971), професор (2003).

## Біографія та початок медичної діяльності
Народився 20 травня 1923 року в м. Києві, в сім'ї лікаря-педіатра Михайла Марковича Городецького.
1946 року закінчив Ленінградську Військово-медичну академію і був направлений у Київський військовий округ, де проходив службу лікарем у військових частинах округу до 1955 року. У цей час закінчив курси з фтизіатрії і за рекомендацією головного терапевта округу полковника медичної служби Георгія Йосиповича Бурчинського, Марка Городецького призначили начальником фтизіатричного відділення Окружного військового санаторію для туберкульозних хворих у Святошино, а через 3 місяці він став ординатором інфекційного відділення 408 Окружного військового госпіталю.
Так, з 1955 року і до останнього часу М. М. Городецький був пов'язаний з Київським військовим госпіталем. Зважаючи на його вроджену допитливість, та сильне бажання вдосконалюватись, провідні терапевти госпіталю М. І. Якубович і К. Г. Тахчі організували для молодого лікаря «човникове» оволодіння суміжними спеціальностями. Він працював у відділеннях кардіології, гастроентерології, пульмонології, неврології. У цей же час, як військовий лікар-інфекціоніст, він брав активну участь у ліквідації спалахів шигельозу в гарнізонах Бердянська, Дніпропетровська, Херсона, Одеси.

## Подальша медична діяльність
З 1956 по 1965 рік — старший ординатор інфекційного відділення 408 Окружного військового госпіталю. З серпня по листопад 1965 — начальник 382 інфекційного госпіталю для особливо небезпечних інфекцій, аул Тахтакупир. Пізніше, до 1969 р. — начальник інфекційного відділення 408 Окружного військового госпіталю. З вересня 1969 по серпень 1970 — Головний інфекціоніст Київського військового округу. З серпня 1970 року по грудень того ж року очолював 382 інфекційний госпіталь для особливо небезпечних інфекцій в Астрахані. Згодом, аж до листопада 1992 року — начальник інфекційного відділення Київського 408 ОВГ і одночасно Головний інфекціоніст Київського військового округу.
З листопада 1992 до 2003 року (з утворенням Збройних Сил України та відповідним переформуванням 408-го ОВГ у Головний військовий клінічний госпіталь) — М. М. Городецький перебував на посаді начальника клініки інфекційних хвороб ГВКГ та відповідно був Головним інфекціоністом МО України.
Закінчивши дійсну військову службу у 2004 році до останніх днів працював професором кафедри військової терапії Української військово-медичної академії і був професором-консультантом Головного військового клінічного госпіталю.

## Протиепідемічна діяльність
- Наприкінці липня 1965 року очолював госпіталь для особливо небезпечних інфекцій, який був направлений в Тахтакупир для боротьби з великою епідемією холери в Каракалпакії.
- У 1970 році на ліквідації епідемії холери в Астраханській області, очолював там госпіталь для особливо небезпечних інфекцій.
- У вересні 1985, коли в 56-й бригаді, яка воювала в Афганістані, спалахнула холера, знову знадобився його досвід з формування та оснащення госпіталю для особливо небезпечних інфекцій, який був сформований у Київському військовому окрузі.
- У травні 1986, очолив роботу по профілактиці інфекційних хвороб й лікуванню інфекційних хворих в 30-ти кілометровій зоні ліквідації наслідків Чорнобильської катастрофи.
- 1994-95 роки. У південних областях України, через незадовільний стан систем водопостачання, каналізаційних систем та очисних споруд зареєстровано спалах холери. М. М. Городецький разом з епідеміологами проводив активні заходи щодо запобігання захворюваності на холеру в українській армії й обмеженню поширення її серед цивільного населення.

Указом Президента України N 441/95 від 12 червня 1995 року за мужність і самовіддані дії з порятунку людей під час ліквідації спалахів холери й дифтерії, високу лікарську майстерність М. М. Городецький був нагороджений відзнакою Президента України — хрестом «За мужність». Він був першим військовим медиком незалежної України, кого так високо оцінив Президент України, а Міністр оборони особисто вручив йому нагороду.

## Наукова робота
М. М. Городецький — автор 11 винаходів та близько 200 наукових праць з питань діагностики, клінічної картини, лікування, невідкладної допомоги військовослужбовцям — хворим на холеру, дитячі інфекції, вірусні гепатити, менінгококову інфекцію тощо.

## Основні праці (самостійні і у співавторстві)
- Холера // Справочник по дифференциальной диагностике инфекционных болезней. К., 1987.
- Менингококовая инфекция // Там же. К., 1987.
- Організація роботи військового госпіталю в осередку холери. М., 1967.
- Неотложные состояния в клинике инфекционных болезней и их терапия // Лікування та діагностика, 1998.
- Состояние борьбы с дифтерией на современном этапе // Журн. АМН Украины, 1996.
- Некоторые особенности клиники и эпидемиологии дифтерии в организованных колективах взрослых // Современные аспекты военной медицины: Сб. науч. трудов международной науч.-практ. конф. инфекционистов и эпидемиологов ВС Украины. К., 1998.
- Клініка, діагностика і профілактика менінгококової інфекції. К., 2003.
- Холера Эль-Тор. Київ, «Здоров'я». — 2009. — 128 с. ISBN 978-966-433-030-8

## Батьки та нащадки
Батько — Михайло Маркович Городецький — лікар-педіатр. Відомий тим, що став засновником і першим директором Ворзельського Будинку дитини, цей заклад існує і по сьогодні. Мати — Городецька Фаїна Йосипівна.
Син — Городецький Михайло Маркович, 1946 року народження працює лікарем-педіатром.